# 1988–1989-es magyar jégkorongbajnokság
Az 52. első osztályú jégkorong bajnokságban hét csapat indult el. A mérkőzéseket 1988. november 8. és 1989. február 22. között rendezték meg.

## Alapszakasz végeredménye
|    | Csapat            | M  | GY | D | V  | GK       | Pont |
| -- | ----------------- | -- | -- | - | -- | -------- | ---- |
| 1. | Újpesti Dózsa     | 12 | 10 | 1 | 1  | 126 - 34 | 21   |
| 2. | Ferencvárosi TC   | 12 | 9  | 1 | 2  | 98- 40   | 19   |
| 3. | Alba Volán SC     | 12 | 7  | 1 | 4  | 68 - 43  | 15   |
| 4. | Miskolci Kinizsi  | 12 | 7  | 0 | 5  | 74 - 63  | 14   |
| 5. | Népstadion SZE    | 12 | 3  | 1 | 8  | 47 - 90  | 7    |
| 6. | Jászberényi Lehel | 12 | 3  | 0 | 9  | 34 - 84  | 6    |
| 7. | Szikethem HK      | 12 | 1  | 0 | 13 | 42 - 135 | 2    |

Az alapszakasz első négy helyezettje a rájátszás felsőházába jutott.

## Rájátszás végeredménye

### Felsőház
|    | Csapat           | M  | GY | D | V  | GK       | Pont |
| -- | ---------------- | -- | -- | - | -- | -------- | ---- |
| 1. | Újpesti Dózsa    | 18 | 15 | 1 | 2  | 170 - 52 | 31   |
| 2. | Ferencváros      | 18 | 14 | 1 | 3  | 133- 57  | 29   |
| 3. | Alba Volán       | 18 | 8  | 2 | 8  | 83 - 76  | 18   |
| 4. | Miskolci Kinizsi | 18 | 7  | 1 | 10 | 94 - 109 | 15   |

A csapatok az alapszakaszban elért eredményeiket magukkal hozták.
Az első két helyezett csapat a döntőbe került.

### Alsóház
|    | Csapat            | M  | GY | D | V  | GK       | Pont |
| -- | ----------------- | -- | -- | - | -- | -------- | ---- |
| 1. | Népstadion SZE    | 16 | 5  | 2 | 9  | 74 - 110 | 12   |
| 2. | Jászberényi Lehel | 16 | 5  | 1 | 10 | 53- 97   | 11   |
| 3. | Szikethem         | 16 | 2  | 0 | 14 | 58 - 64  | 2    |

A csapatok az alapszakaszban elért eredményeiket magukkal hozták.
Az első két helyezett csapat az ötödik helyért játszhatott.

## Helyosztók
Döntő: Újpesti Dózsa - Ferencváros 1-3 (5-2, 2-5, 5-7, 3-7)
Harmadik helyért: Alba Volán - Miskolci Kinizsi 3-0 (1-0, 2-0, 2-1)
Ötödik helyért: NSZE - Jászberényi Lehel 2-1 (7-3, 2-5)*
* A Jászberény - NSZE mérkőzés 4 alkalommal is elmaradt, mert a pálya játékra alkalmatlan volt. Az ötödik helyezést az NSZE szerezte meg.

## Bajnokság végeredménye
1. Ferencvárosi TC

2. Újpesti Dózsa

3. Alba Volán SC

4. Miskolci Kinizsi

5. Népstadion Szabadidő Egyesület

6. Jászberényi Lehel

7. Dunaújvárosi Kohász

## A Ferencváros bajnokcsapata
Balogh Imre, Bán Károly, Dobos Tamás, Hajzer Tibor, Horváth Csaba, Hudák Gábor, Jécsi Gyula, Juhász Zsolt, Kojsza György, Kojsza Zoltán, Kovács Zoltán, Laki Péter, Miletics Csaba, Molnár János, ifj. Orbán György, Paraizs Ernő, Pindák László, Póznik György, Simon Ferenc, Szabó Dezső, Szabó Miklós, Szajlai László, Vadócz Bence
Vezetőedző: Orbán György

## A bajnokság különdíjasai
- A legeredményesebb játékos: Ancsin János (Újpesti Dózsa) 76 pont (31+45)
- Az évad legjobb ifjúsági korú játékosa (Leveles Kupa): Pindák László (FTC)

## Külső hivatkozások
- a Magyar Jégkorong Szövetség hivatalos honlapja